# Tojikhon Shodieva
Tojikhon Shodieva, född 1905, död 1981, var en sovjet-uzbekisk kommunist.  Hon spelade en framträdande roll inom kommunistpartiet i Uzbekistan under Hujumkampanjen, den sovjetiska frigörelsen av kvinnan. 
Hon föddes som muslim i Fergana och blev som barn bortgift av sin far till en äldre man med flera hustrur. När Uzbekistan blev sovjetrepublik efter ryska revolutionen fick hon år 1920 hjälp av kommunistpartiet att lämna sitt äktenskap och studera i en partiskola. 
Som vuxen blev hon en övertygad medarbetare i kommunistpartiet, och fullvärdig medlem 1925. Hon slutade bära slöja redan innan kommunisterna lanserade hujumkampanjen för kvinnors frigörelse, och blev sedan en av partiets mest framstående aktiva inom denna kampanj. Hon var redaktör för den lokala sovjetiska kvinnotidningen Yangi Yo'l, och steg inom graderna i uzbekiska kommunistpartiet. 
Hennes framgångsrika partikarriär avbröts under den Stora utrensningen, och hon greps 1937 och satt fängslad i Magadan 1938-1956. Hon blev efter frigivningen rehabiliterad och återinstallerad i partiet. 